# Claire Dautherives
 (mars 2008).
Si vous disposez d'ouvrages ou d'articles de référence ou si vous connaissez des sites web de qualité traitant du thème abordé ici, merci de compléter l'article en donnant les références utiles à sa vérifiabilité et en les liant à la section « Notes et références ».
Claire Dautherives est une skieuse française, membre de l'équipe de France de ski alpin, née le 5 septembre 1982 à Saint-Jean-de-Maurienne. Ses disciplines sont le slalom et le géant.
Elle a obtenu ses premiers points en coupe du monde durant la saison 2007/2008.

## Biographie
Claire Dautherives est la cadette d'une famille de trois enfants (Béatrice, Jérôme, Claire). Elle vit à Lanslebourg-Mont-Cenis (commune nouvelle, station de Val Cenis) .
Après avoir suivi une scolarité classique jusqu'au collège, elle a intégré la section ski-études de Modane puis celle du lycée de La Motte-Servolex, où elle a obtenu son baccalauréat.
Elle intègre l'équipe de France de ski en 1999 dans le groupe Espoir nommé "Horizon 2002".
Elle participe à sa première coupe du monde le 26 janvier 2003 à Maribor (SLO).
S'étant blessée le 5 janvier 2004 à Megève, où elle se casse les ligaments croisés, elle suit une rééducation et une remise en forme assez longue, hors de la fédération française de ski. Elle réintègre l'équipe de France en 2008, après avoir gagné une place à l'année en coupe du Monde grâce à une 4e place au classement général de la coupe d'Europe.

## Palmarès

### Coupe du monde
- Meilleur résultat : 8e au slalom de Lienz (Autriche) le 29 décembre 2007
- 27e de la Coupe du monde de Slalom en 2008
- 65e du classement général en 2008

| Année/Classement | Général | Général | Slalom | Slalom |
| ---------------- | ------- | ------- | ------ | ------ |
| Année/Classement | Class.  | Points  | Class. | Points |
| 2003             | -       | 0       | -      | 0      |
| 2004             | -       | 0       | -      | 0      |
| 2005             | -       | 0       | -      | 0      |
| 2006             | -       | 0       | -      | 0      |
| 2007             | -       | 0       | -      | 0      |
| 2008             | 65e     | 64      | 27e    | 64     |
| 2009             | 101e    | 20      | 42e    | 20     |
| 2010             | 83e     | 50      | 28e    | 50     |
| 2011             | -       | 0       | -      | 0      |
| 2012             | 98e     | 16      | 44e    | 16     |

#### Performances générales en Coupe du Monde
| Résultat  | Slalom |
| --------- | ------ |
| 1re place | -      |
| 2e place  | -      |
| 3e place  | -      |
| Top 10    | 1      |
| Top 30    | 13     |
| Autres    | 34     |
| Départs   | 48     |

### Jeux olympiques d'hiver
| Épreuve / Édition | Vancouver 2010 |
| Slalom            | DNF1           |

### Coupe d'Europe
- Meilleur résultat : 2e aux slaloms de Courchevel (France) le 14 janvier 2007 et Pal (Andorre) le 23 février 2007
- 3 podiums au total (3ème à Courchevel le 13/01/2007)

### Championnats du Monde Juniors
- Meilleur résultat : 6e au slalom de Sella Nevea (Italie) le 01 mars 2002

### Championnats de France
- 2 fois Championne de France de Slalom en 2008 et 2009

### Australian New Zealand Cup
- Meilleur résultat : 1re (super géant de Mt Hutt le 13/09/2006, super combiné de Mt Hutt  le 13/09/2006, slaloms de Whakapapa les 18/09/2006 et 19/09/2006)